# A・S・ホーンビー
A・S・ホーンビー（Albert Sidney Hornby、1898年 - 1978年）は、イギリスの英語学者、英語教育者で辞書編集者。イングランドのチェスターの生まれ。ロンドン大学で学び、1924年4月に来日し大分高等商業学校で英語を教える。ハロルド・E・パーマーに共鳴し、語彙選定など彼の仕事を手伝っていたが、1933年にパーマーの後継者として東京に招かれた。東京外国語学校（現在の東京外国語大学）、東京高等師範学校でも英語を教えた。愛煙家でよく帽子をかぶっていた。

## 業績
日本での英語教育の経験から、E・V・ゲイテンビーとH・ウェイクフィールドと共に、外国語として英語を学ぶ者のための全く新しい辞書の編纂に取り組む。これは単一の言語しか解さない人のための英英辞典としては最初のものである。1940年に完成し、1942年に「The Idiomatic and Syntactic English Dictionary」（略称ISED、現在の日本名「新英英大辞典」）という書名の下に東京で出版された。1939年にホーンビーは日本を離れ、ブリティッシュ・カウンシルの仕事を始める。
戦後、英語教育部門の編集者になり、1948年に彼の辞書が再度校訂を加えて、オックスフォード大学出版局から、「Oxford Advanced Learner's Dictionary」（略称OALD）のタイトルで復刊される。これは出版事業としては破格の成功を収める。ホーンビーは日本人を相手に英語を教えていた経験を持つので、これらの辞書は日本人にとって使いやすいとされる。
辞書編纂の基本として、彼は、5文型の目的語O、補語Cが不定詞、動名詞、that節の場合などで細かく分類した動詞型を提唱している（時期によって分類の仕方はかなり異なる）。

## 新英英大辞典（ISED）
ISED出版当時、折悪しく日本では激しい英語排斥運動が行われていたため、敗戦を迎えるまでこの辞書の真価は評価されることがなかった。CODに匹敵する規模を持ち、英語学習者向けに文型を細かく分類し、名詞が可算か否かなどを説明し、慣用句を揃えている点が特徴である。同辞書は初版出版後60年以上経た2006年現在でも、語学教育研究所編「新英英大辞典」の名で開拓社から販売されている (ISBN 4-7589-0082-5) 。